# Poisson-factor

Elastisch materiaal met poisson-factor 0,5 waarop alleen langs de x-as krachten worden uitgeoefend

De poisson-factor (Poisson ratio, of factor van Poisson, of dwarscontractiecoëfficiënt, {\displaystyle \nu }) is een materiaalconstante genoemd naar Siméon Poisson die beschrijft hoe een materiaal reageert op een trek- of drukbelasting, namelijk welke rek er loodrecht op de trekrichting ontstaat (dwarscontractie). Wanneer een monster materiaal in één bepaalde richting samengedrukt wordt, heeft het materiaal de neiging in de andere twee richtingen te gaan uitzetten:
{\displaystyle \nu =-{\frac {d\epsilon _{yy}}{d\epsilon _{xx}}}}
waarin
- {\displaystyle \nu }: de poisson-factor
- {\displaystyle \epsilon _{xx}}: de rek in de richting waarin getrokken wordt (de x-as)
- {\displaystyle \epsilon _{yy}}: de rek in de richting loodrecht op de trekrichting (de y-as)en in 3D ook loodrecht op de z-as.

Merk op:
- dat er ook rek is in de richting waarin getrokken wordt; deze wordt beschreven door de elasticiteitsmodulus van Young,
- {\displaystyle \epsilon _{yy}} en {\displaystyle \epsilon _{xx}} een ander teken hebben (wanneer uitrekking in de x-richting ({\displaystyle \epsilon _{xx}>0}), dan insnoering in de y- en z-richting ({\displaystyle \epsilon _{yy}}<0)

## Mogelijke waarden
Theoretisch is de waarde van de poisson-factor begrensd door {\displaystyle -1<\nu <{\frac {1}{2}}}. Er zijn evenwel maar weinig materialen die een poisson-factor hebben die buiten het interval [0; 0,5] ligt.
Een {\displaystyle \nu } gelijk aan 1/2 wijst op een behoud van volume, bij metalen is de modulus ongeveer 1/3. Dit betekent dat het volume bij een trekspanning in één richting niet constant blijft, het materiaal zet uit. Bij een {\displaystyle \nu } van 0,5 is de compressiemodulus oneindig, we veronderstellen een constant volume, dus is de kracht nodig om het volume te veranderen "oneindig".
In formulevorm bedraagt de volumeverandering (bij trek of drukspanning in één richting):
{\displaystyle {\frac {\Delta V}{V}}=(1-2\nu ).\epsilon }
ofwel:
{\displaystyle \Delta V=V.(1-2\nu ).\epsilon }
waarin:
- {\displaystyle \Delta V} = het verschil in volume
- {\displaystyle V} = het oorspronkelijke volume
- {\displaystyle \epsilon } = (relatieve) rek = {\displaystyle {\frac {\Delta l}{l}}}
- {\displaystyle \Delta l} = het verschil in lengte
- {\displaystyle l} = de oorspronkelijke lengte
- {\displaystyle \nu } = poisson-factor

Materialen met een negatieve poisson-factor zijn vrij nieuw. Ze werden pas voor het eerst in 1987 beschreven door Roderic S. Lakes in het weekblad Science (235 1038-1040, 1987) en worden auxetische materialen genoemd, een term die waarschijnlijk door professor Ken Evans van de Universiteit van Exeter in een artikel in Nature in 1991 werd geïntroduceerd. Deze term komt van dezelfde Griekse stam als auxine (groeihormonen bij planten).

## Enkele materialen en hun poisson-factor
| Materiaal            | Poisson-factor |
| -------------------- | -------------- |
| aluminium-legeringen | 0,33           |
| beton                | 0,20           |
| gietijzer            | 0,21-0,26      |
| glas                 | 0,24           |
| klei                 | 0,30-0,45      |
| koper                | 0,33           |
| kurk                 | ca. 0,00       |
| magnesium            | 0,35           |
| roestvast staal      | 0,30-0,31      |
| rubber               | 0,50           |
| staal                | 0,27-0,30      |
| schuimen             | 0,10 tot 0,40  |
| titanium             | 0,34           |
| zand                 | 0,20-0,45      |
| bijzondere schuimen  | < 0            |

Poisson-factoren in beide loodrechte richtingen (voor het het geval van 3D) zijn gelijk bij isotroop materiaal. Bij anisotroop materiaal is dit niet het geval. Een voorbeeld hiervan zijn composiete materialen. Wanneer men in x-richting trekt kan de y-richting veel smaller worden en de z-richting een beetje smaller, terwijl bij isotrope materialen de gehele doorsnede in dit geval smaller wordt. In bovengenoemde tabel staan alleen isotrope materialen.